# Truppenübungsplatz Munster
Koordinaten: 53° 2′ 8″ N, 10° 7′ 7″ O
Die Truppenübungsplätze Munster Nord und Süd sind Manövergelände der deutschen Bundeswehr in der Lüneburger Heide in Niedersachsen. Sie bestehen aus zwei getrennten Teilen mit unterschiedlichem Nutzungskonzept, Munster-Nord (Größe: 102 km²) und Munster-Süd (Größe: 74 km²). Beide Plätze sind räumlich durch die Stadt Munster sowie mehrere Kasernenanlagen voneinander getrennt. Gleichzeitig mit der Einrichtung des Truppenübungsplatzes wurde etwa 1,5 Kilometer vom damaligen Ortszentrum entfernt ein Truppenlager errichtet, das man Munsterlager nannte. Beide Plätze sind dem Unterstützungskommando der Bundeswehr unterstellt und gehören zum Bereich der Truppenübungsplatzkommandantur NORD.
Zwischen dem Truppenübungsplatz Munster und dem nahegelegenen NATO-Truppenübungsplatz (TrÜbPl) Bergen gibt es einen Straßenkorridor, auf dem sich die übende Truppe bewegen kann.
Auf dem Gelände finden sich heute viele seltene, vom Aussterben bedrohte Tierarten, die sich an die Lebensbedingungen auf den Truppenübungsplätzen angepasst haben.

## Truppenübungsplatz Munster-Süd

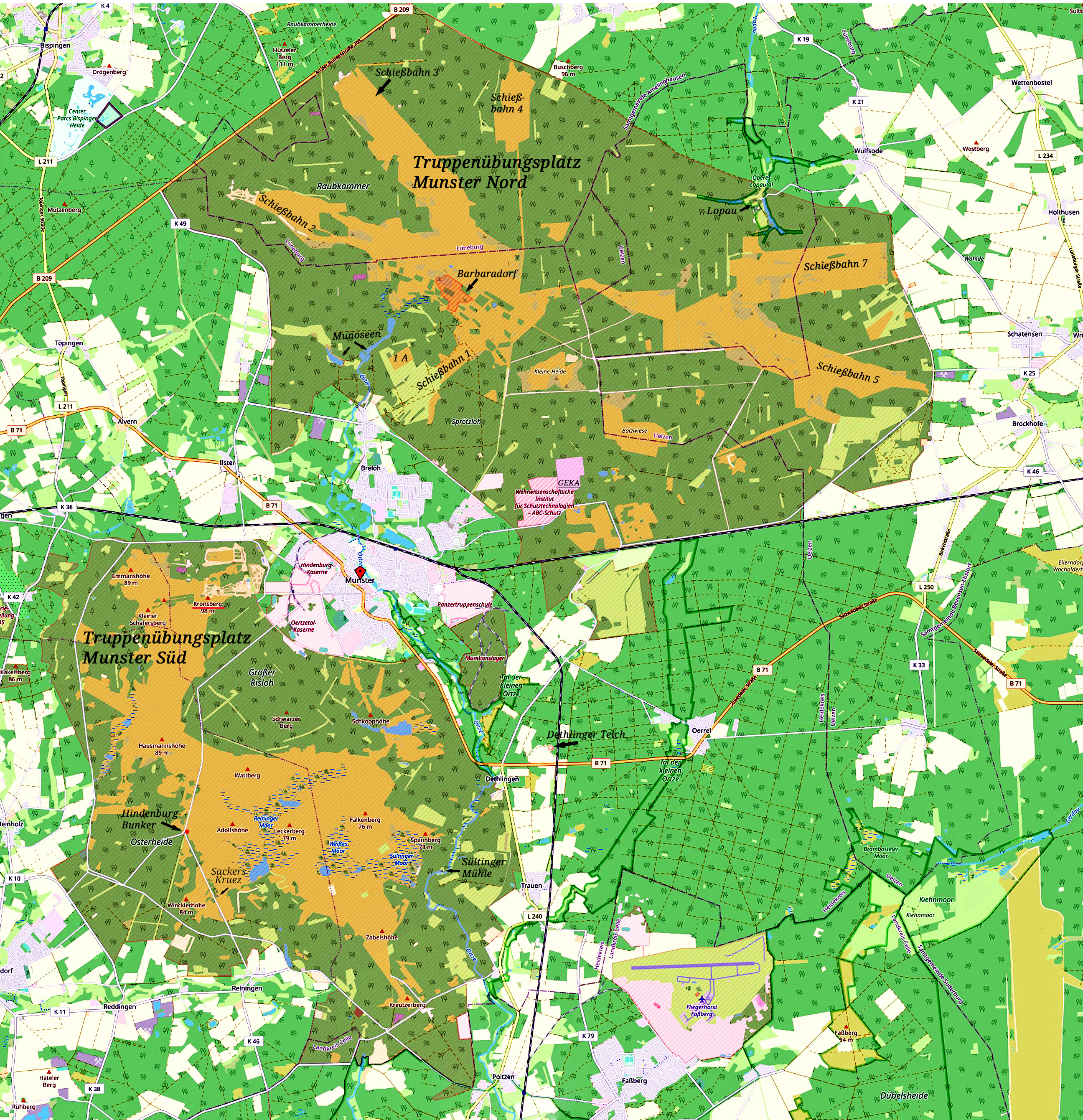
Übersichtskarte Munster Nord und Süd

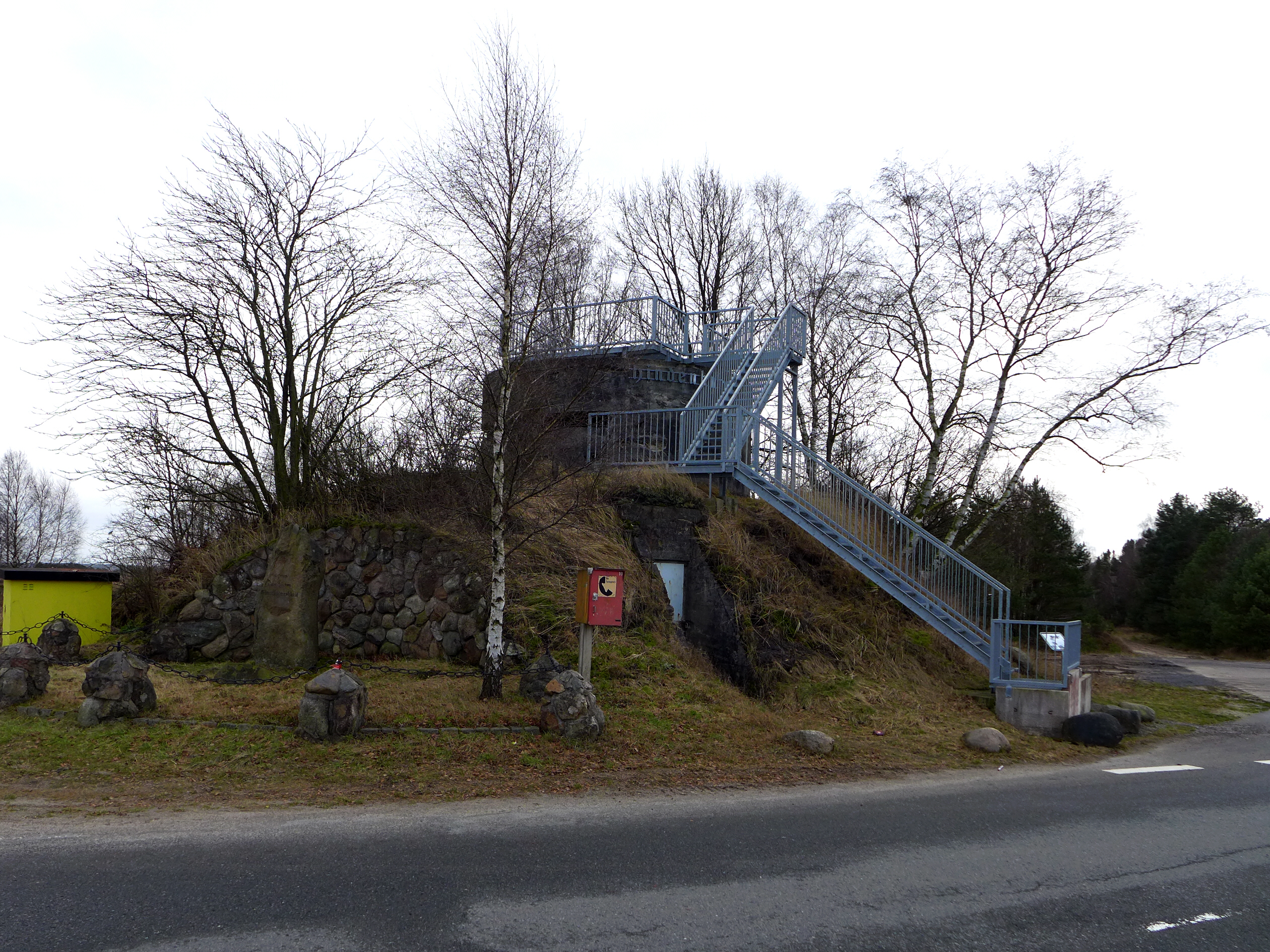
Der Hindenburg-Bunker, wahrscheinlich aus den 1930er Jahren

1892 begann das preußische Kriegsministerium damit, Heide- und Moorflächen zwischen Munster, Reiningen und Wietzendorf aufzukaufen und für das X. Armee-Korps der preußischen Armee einen Truppenübungsplatz und ein Truppenlager anzulegen. Die erste Belegung des Lagers erfolgte im Juni 1893 durch das Oldenburgische Infanterie-Regiment Nr. 91 unter seinem Kommandeur, dem späteren Reichspräsidenten Hindenburg.
Heute ist hier eine Kaserne, die „Hindenburg-Kaserne“, nach ihm benannt. Die Hindenburg-Kaserne wird ab dem 10. September 2025 umbenannt. Dann heißt sie „Unteroffizier-Friederike-Krüger-Kaserne“. Das Gelände, das ursprünglich für Manöver und Truppenbewegungen genutzt wurde, wird seit Aufstellung der Bundeswehr als Artillerie-Schießplatz verwendet. Er hat eine Größe von 7.400 ha und liegt in den Landkreisen Heidekreis und Celle. Im Norden reicht der Platz bis an die südliche und westliche Stadtgrenze von Munster. Im Osten reicht er bis Trauen und Poitzen. Die südliche Grenze liegt bei Reiningen bzw. Wietzendorf. Im Westen bildet über weite Strecken die Aue, ein Nebenfluss der Wietze, die Grenze. Auf dem speziell für Rohr-, Raketenartillerie und Mörser angelegten Platz wird von Außenfeuerstellungen in den Truppenübungsplatz hineingeschossen.
Hier wird mit der Panzerhaubitze 2000 geschossen. Zum Einsatz kommen außerdem der Schützenpanzer Marder, der mit der MILAN-Boden-Boden-Panzerabwehrlenkwaffe ausgerüstet ist und der Spähwagen Fennek. Daneben bestehen auf dem Übungsplatz Süd Biwakplätze, Schießbahnen für Hand- und Panzerabwehrhandwaffen. Der Einsatz mit der MILAN-Boden-Boden-Panzerabwehrlenkwaffe wird hier vom Boden aus geprobt. Außerdem befinden sich auf dem Platz Handgranatenwurf- und Sprengplätze, Infanteriegefechtsbahnen, sowie Zielbereiche für Raketen und Bomben der Luftwaffe, die den Einsatz mit dem Jagdbomber Tornado probt. Der Panzerabwehrhubschrauber Bo 105 übte hier den Einsatz mit dem HOT 3105 (Lenkflugkörper). Die übenden Truppen aus Deutschland, Belgien, den Niederlanden und Großbritannien werden während ihres Aufenthalts im Lager Trauen untergebracht. Dort stehen Unterkünfte für 1750 Soldaten zur Verfügung.

### Landschaftsbild

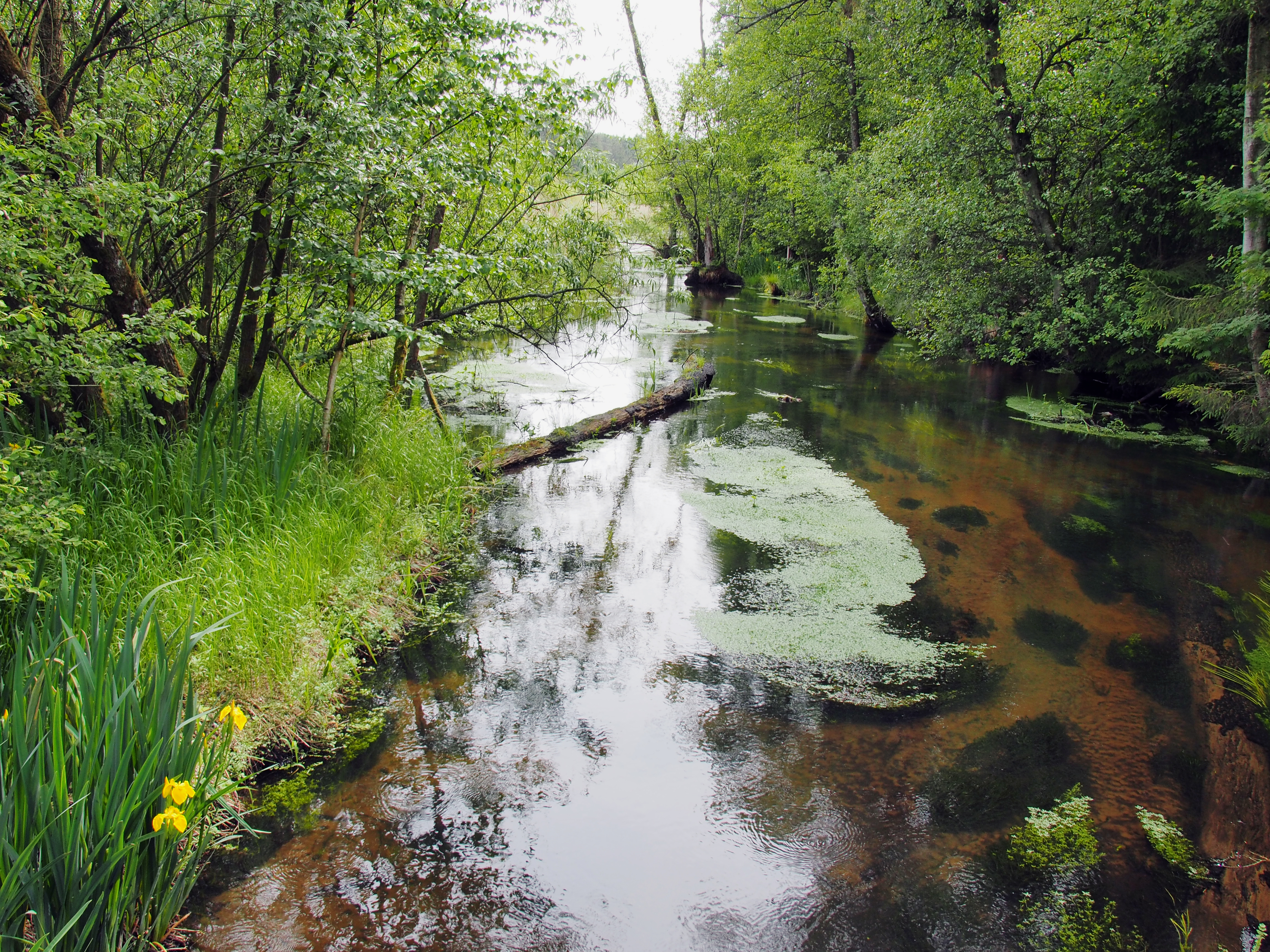
Die Örtze in ihrem natürlichen Flussbett

Der Platz Munster-Süd besteht zu großen Teilen aus Gras- und Heidelandschaft, der Munster Heide, mit mehreren Anhöhen >70 m über NHN. Der Kronsberg (98 m ü. NHN) ist hierbei die höchste Erhebung. Am Ostrand verläuft das Tal der Örtze. Der Fluss mäandert hier in seinem ursprünglichen naturnah belassenen Bett durch das Gelände. Weiter befinden sich einige Moore, das Reininger Moor, das Sültinger Moor und das Süllmoor auf dem Gelände. In den Sumpfgebieten haben sich Bruchwälder angesiedelt. Kleinere Bäche, die zur Örtze oder zur Wietze fließen, entwässern das Gebiet. Größere Forstflächen bestehen überwiegend aus Kiefernwäldern.
Sackers Kreuz

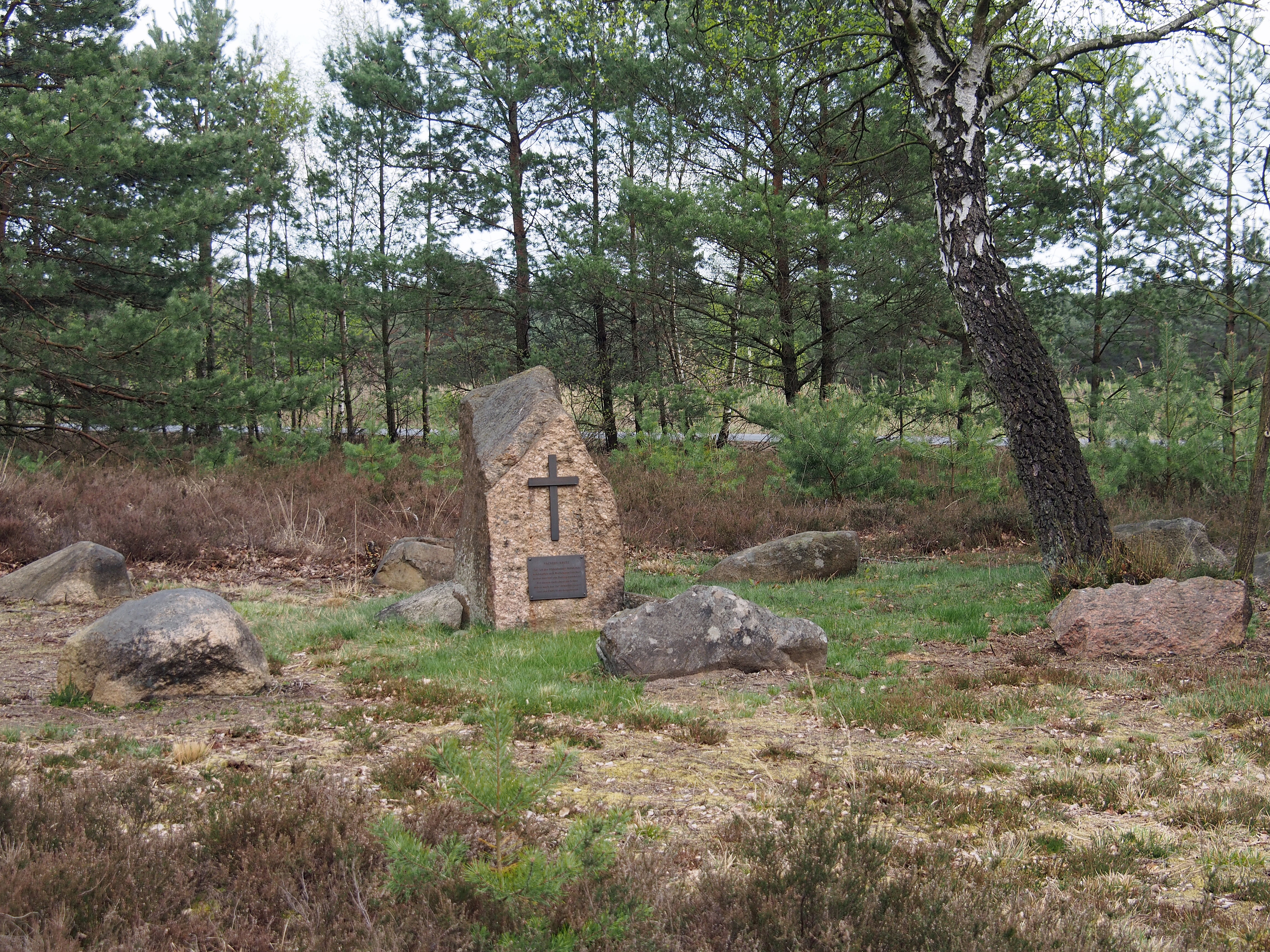
Gedenkstein an einen hier verbluteten Welfen-Herzog

Nahe der sogenannten Wincklerhöhe (84 m ü. NHN) ist ein Gedenkstein errichtet. Die Inschrift lautet:

„Sackers-Kruez
Zur Zeit der Hildesheimer Stiftsfehde bekämpften sich Welfengeschlechter, wobei hier 1519 ein Herzog verblutete. Bei diesen Gefechten um Soltau wurde auch der Ort MUNSTER zerstört und der EMHOF niedergebrannt.“

### Sültingen

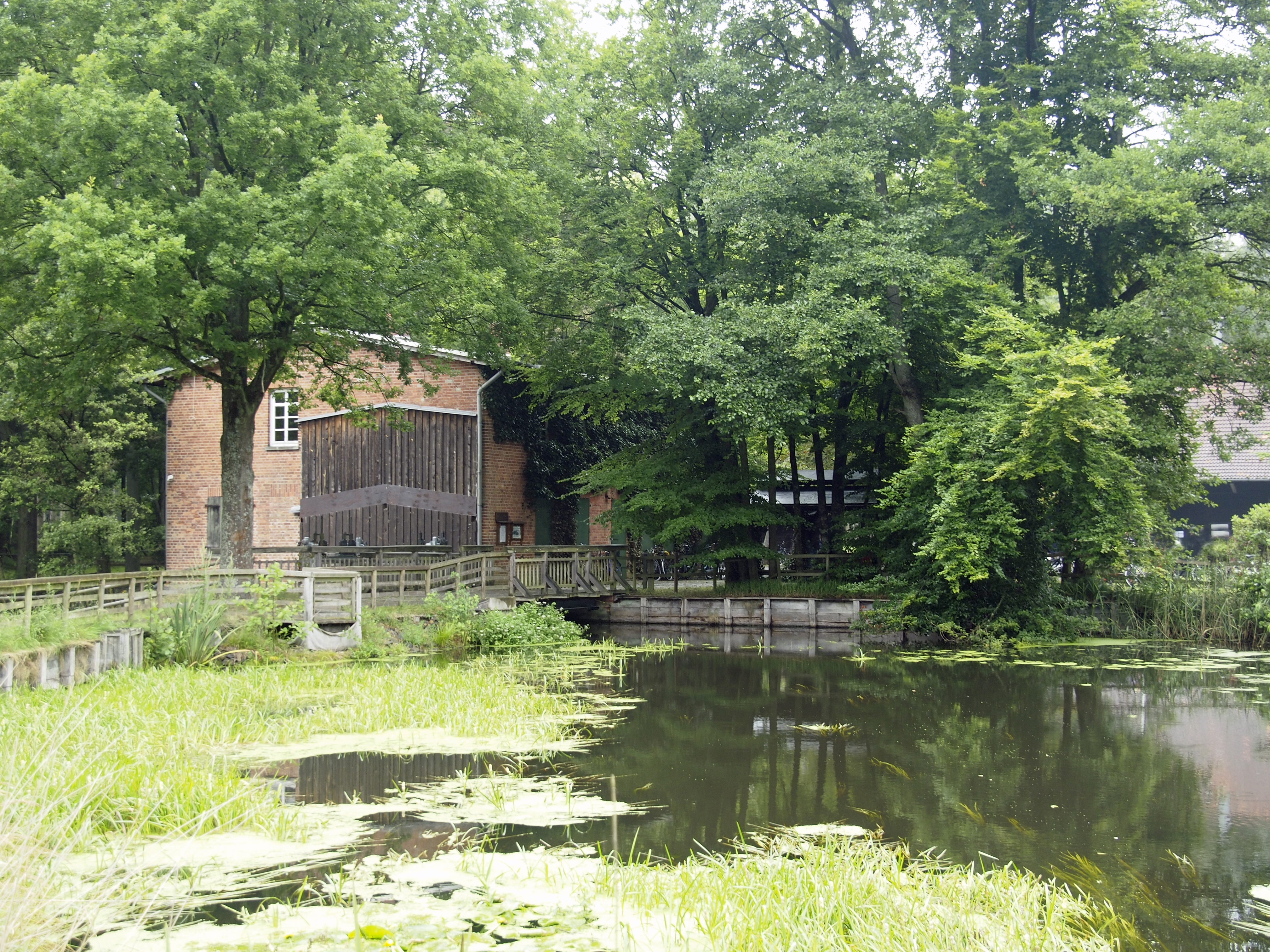
Sültinger Mühle mit Wehr und Mühlenteich

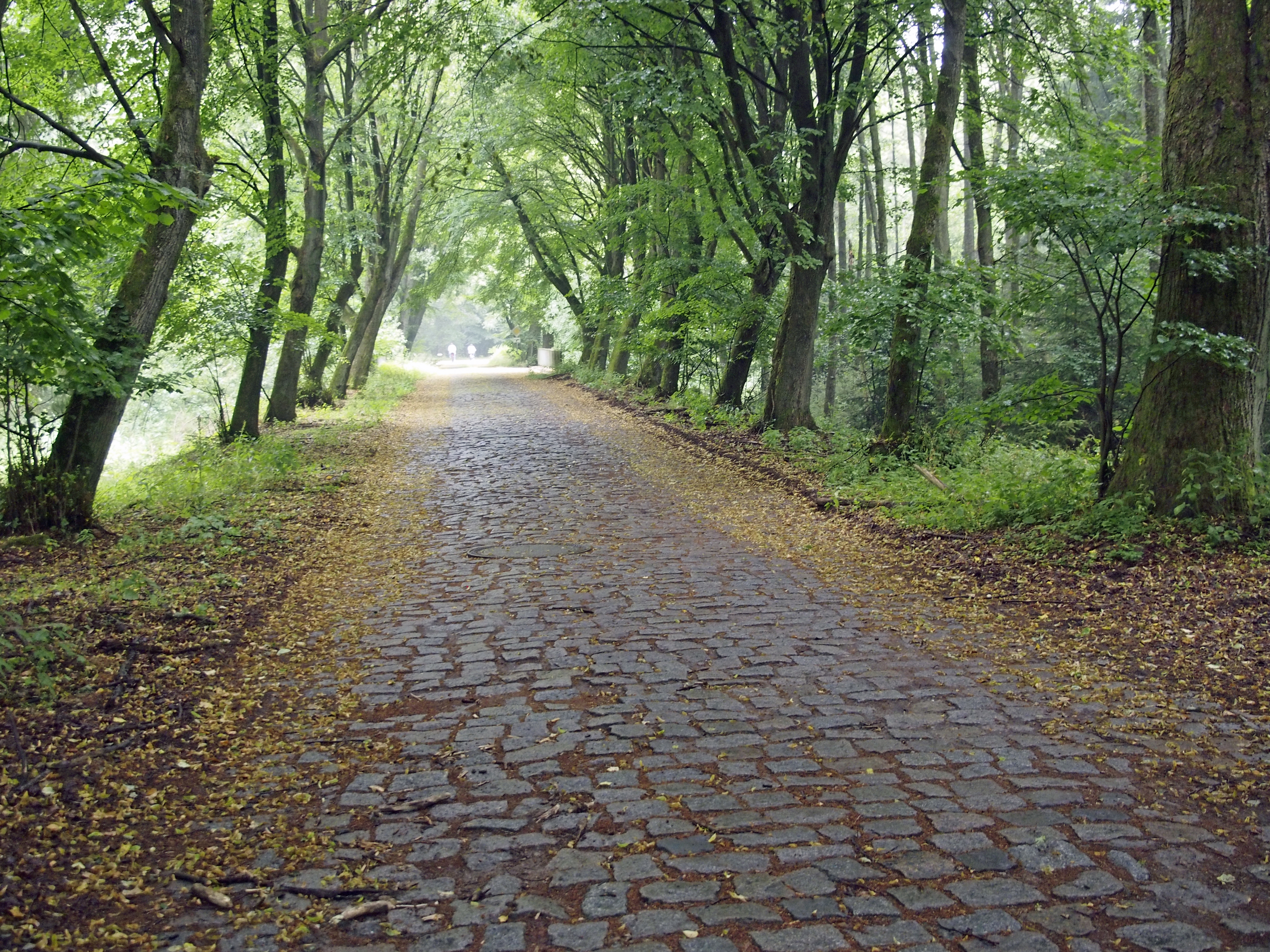
Ehemalige Dorfstraße von Sültingen

Auf dem Gelände des Truppenübungsplatzes Munster-Süd befand sich das Dorf Sültingen. Im Rahmen der Erweiterung des Platzes musste es 1937 weichen. Ein Bauernhof dieses Dorfes, der sich seit 300 Jahren im Besitz der Familie Winkelmann befand, wurde bereits 1381 erstmals urkundlich erwähnt. Mit 2.900 Morgen war es der größte Hof des Kirchspiels. Bis zum Ersten Weltkrieg betrieb die Familie auch die an der Örtze gelegene Wassermühle. Nach Abgabe der Ländereien für den Truppenübungsplatz wurde der Hof in den Landkreis Uelzen umgesiedelt. Aus Sicherheitsgründen wurden 1956 sämtliche Gebäude, einschließlich der Schule des Dorfes, abgerissen. Als einziges Gebäude blieb die Sültinger Mühle erhalten, die bis 1900 durch ein Holzwasserrad angetrieben wurde. 1934 wurde hier eine Wasserturbine eingebaut und 2009 durch eine Wasserkraftanlage ersetzt, die jährlich ca. 8.700 kWh in das Stromnetz einspeist.

## Truppenübungsplatz Munster-Nord

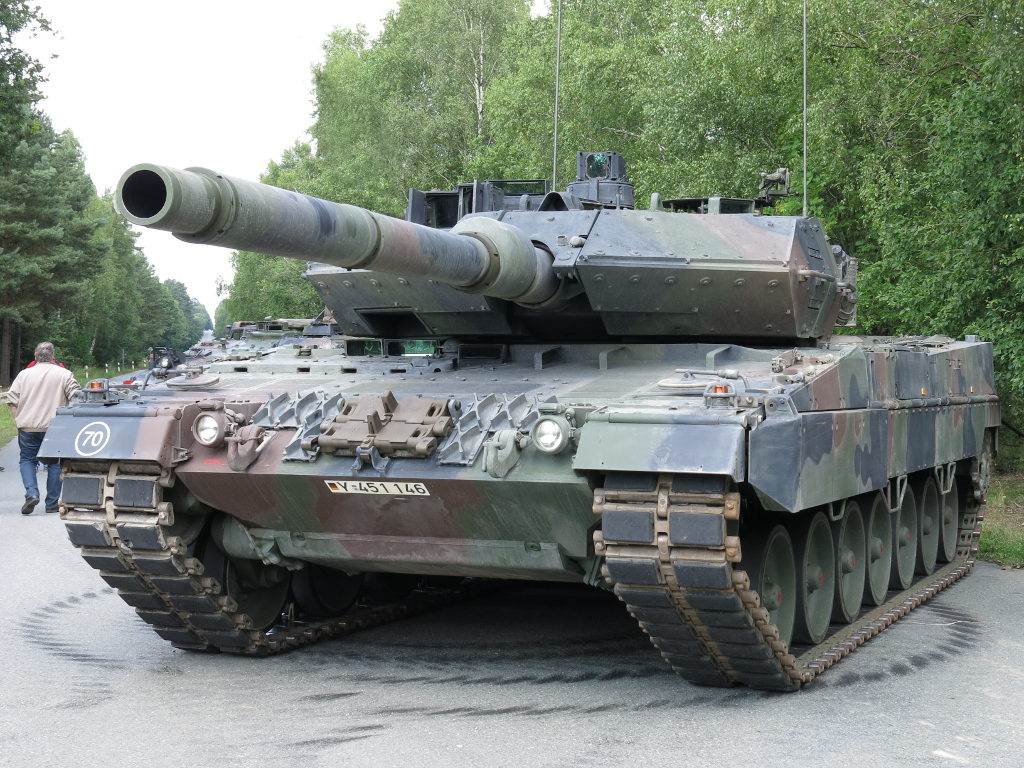
Leopard 2 A7

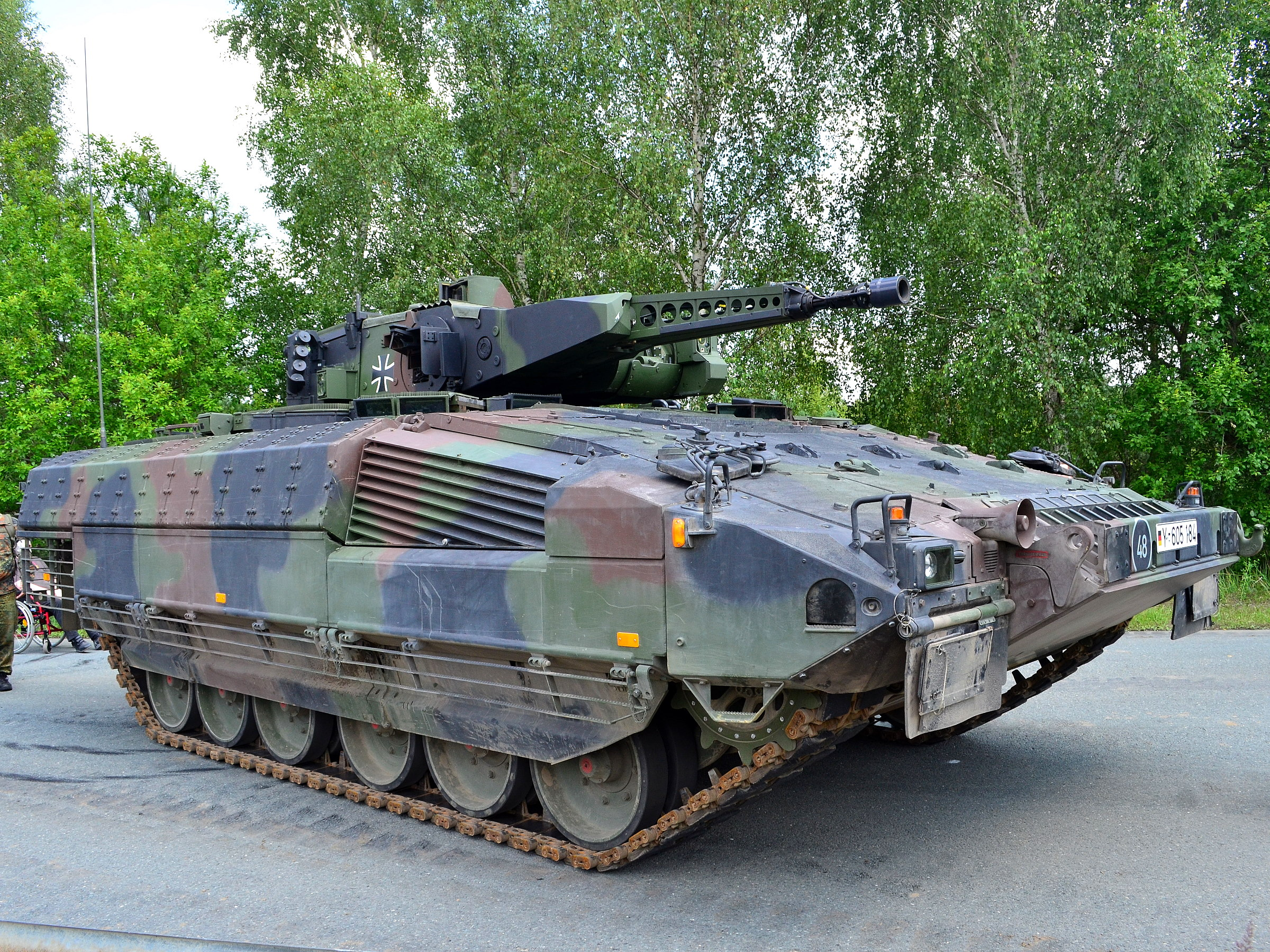
Schützenpanzer Puma

Während des Ersten Weltkrieges wurde 1916 im Norden Munsters eine Kampfstoffproduktionsstätte (Gasplatz Breloh) errichtet. Aus diesem Areal entstand 1935 der Truppenübungsplatz Munster-Nord. Er befindet sich in den Landkreisen Heidekreis, Lüneburg und Uelzen. Hier befinden sich Schießbahnen für die Gefechtsausbildung gepanzerter Fahrzeuge.
Der Platz hat eine Größe von 102 km², sein nördlichster Punkt liegt an der Bundesstraße 209 nahe bei Ehlbeck. Im Osten verläuft die Grenze kurz vor Schatensen. Die südliche Platzgrenze ist bei Kohlenbissen, im Südosten von Munster. Im Westen geht der Übungsplatz bis in die Nähe des Center Parcs Bispingen. Die einzelnen Schießbahnen bestehen überwiegend aus Sand- und Heideflächen. Auf dem Platz finden sich aber auch Wälder mit Kiefern und zum Teil alten Buchen- und Eichenbeständen. Mit mehreren Quellsümpfen liegt in Munster-Nord auch das Ursprungsgebiet der Örtze. Um Trübstoffe und Sedimente abzufangen, die bei Starkregen von den vegetationsarmen Panzerübungsflächen abgeschwemmt werden, wurden auf dem Truppenübungsplatz vier hintereinander liegende Teiche (Munoseen) angelegt.
Neben vier Großschießbahnen für die Bordwaffen von Panzerfahrzeugen und Panzerabwehrlenkwaffen sind dort Bahnen für Infanteriegefechtsschießen und Panzerabwehrhandwaffen zu finden. Darüber hinaus gibt es Handgranaten-Wurfplätze, Sprengplätze und eine Anlage zur Ausbildung in der Fliegerabwehr. Für das Gefechtsschießen der verbundenen Waffen stehen Feuerstellungen für Artillerie und Mörser zur Verfügung. An Waffensystemem sind auf diesem Übungsplatz der Leopard 2 in den Versionen A5, A6 und A6M, der Schützenpanzer Marder und der Spähwagen Fennek im Einsatz.
Auch nichtmilitärische Einrichtungen wie der Kampfmittelräumdienst des Landes Niedersachsen, die Bundespolizei und paramilitärische Spezialeinsatzkommandos nehmen die Ausbildungsmöglichkeiten in Anspruch.
Anfang der 1980er Jahre wurde auf dem Truppenübungsplatzes Munster Nord die Schießbahn 7 neu gebaut. Dabei fiel der Ort Lopau in den Sicherheitsbereich und seine Bewohner wurden umgesiedelt.
Die ursprüngliche Planung der Bundeswehr, die Schießbahn in Nähe des Dorfrandes zu errichten und eine Panzerringstraße durch das Lopautal zu führen, stieß auf Widerstand bei der regionalen Bevölkerung und führte zur Gründung der Aktionsgemeinschaft Rettet das Lopautal. Die Inbetriebnahme der Schießbahn verzögerte sich in der Folge um über zehn Jahre. Die Ausweisung des Tals als Naturschutzgebiet scheiterte am Veto der Bundeswehr. Auf der Schießbahn 7 dürfen die Panzer nur auf befestigten Wegen fahren, damit das Wasser im Quellgebiet der Lopau nicht verschmutzt wird.

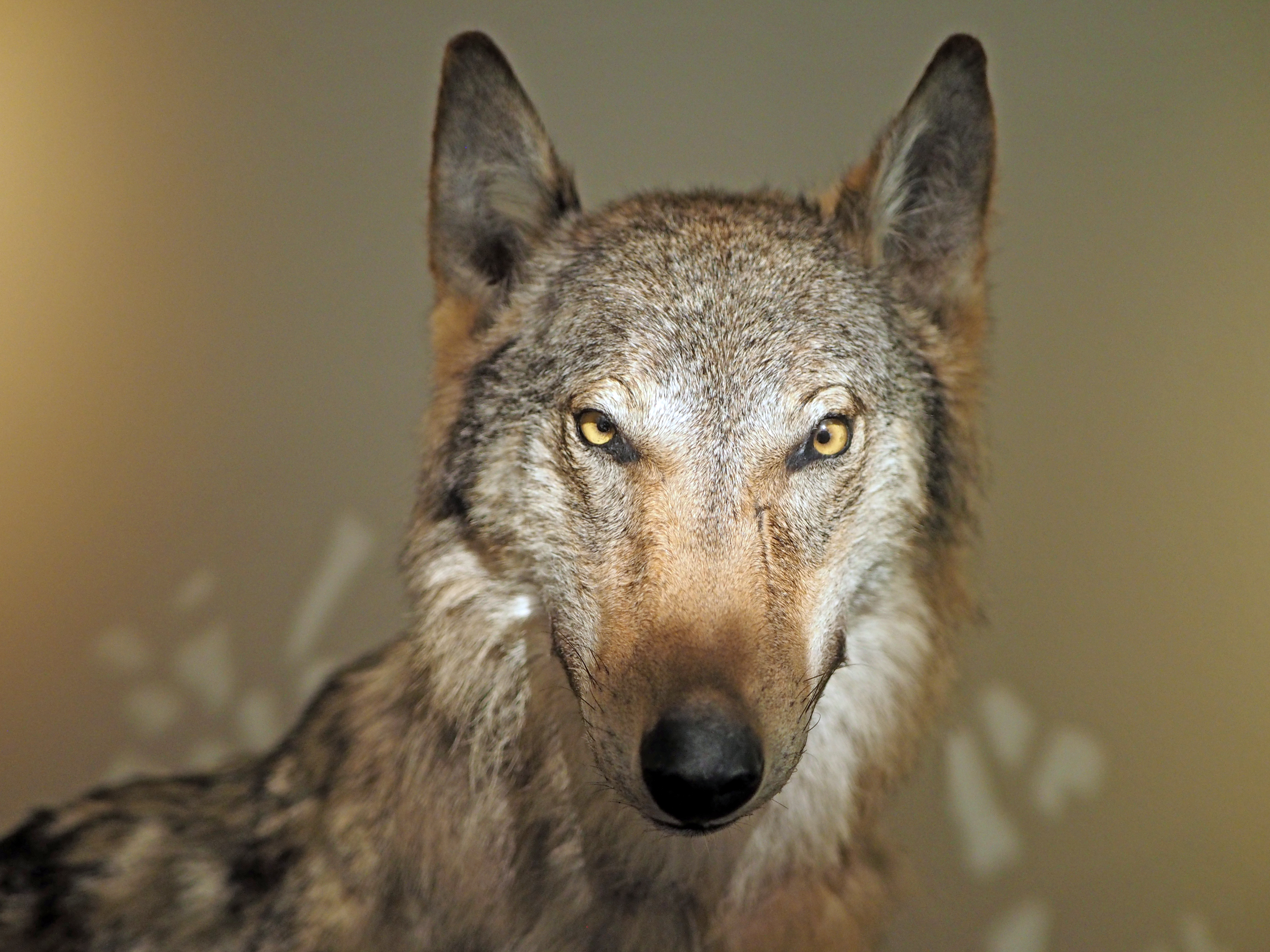
Wolfsrüde MT6, genannt „Kurti“, 2014 auf dem Truppenübungsplatz geboren, wurde 2016 hier geschossen, da er wenig Menschenscheu zeigte. Der präparierte Tierkörper befindet sich in den NaturWelten des Niedersächsischen Landesmuseums Hannover.

Im Mai 2012 gelang ein sicherer Nachweis (C1-Nachweis) für einen Wolf. Im Juni 2012 wurde ein Wolf auf dem Truppenübungsplatz fotografiert. Am 23. Juli 2012 wurde eine Wölfin mit drei Welpen im Alter von drei Monaten von einer Videokamera gefilmt. Genetische Analysen der Losungsfunde haben ergeben, dass es sich bei dem Muttertier um eine Fähe des Nochtener Rudels aus der Lausitz handelt. 2013 brachte hier ein Wolfspaar sieben Welpen zur Welt.
Seit dem Jahr 2022 stehen der Bundeswehr in Munster zur Übung von Panzergefechten bewegliche Robotermodelle von Feindpanzern (T-72, T-90A und T-14 Armata) in Originalgröße zur Verfügung, die zudem ihrem Original vergleichbare thermische Spuren oder Radar-Signaturen erzeugen.

Truppenübungsplatz Munster-Nord
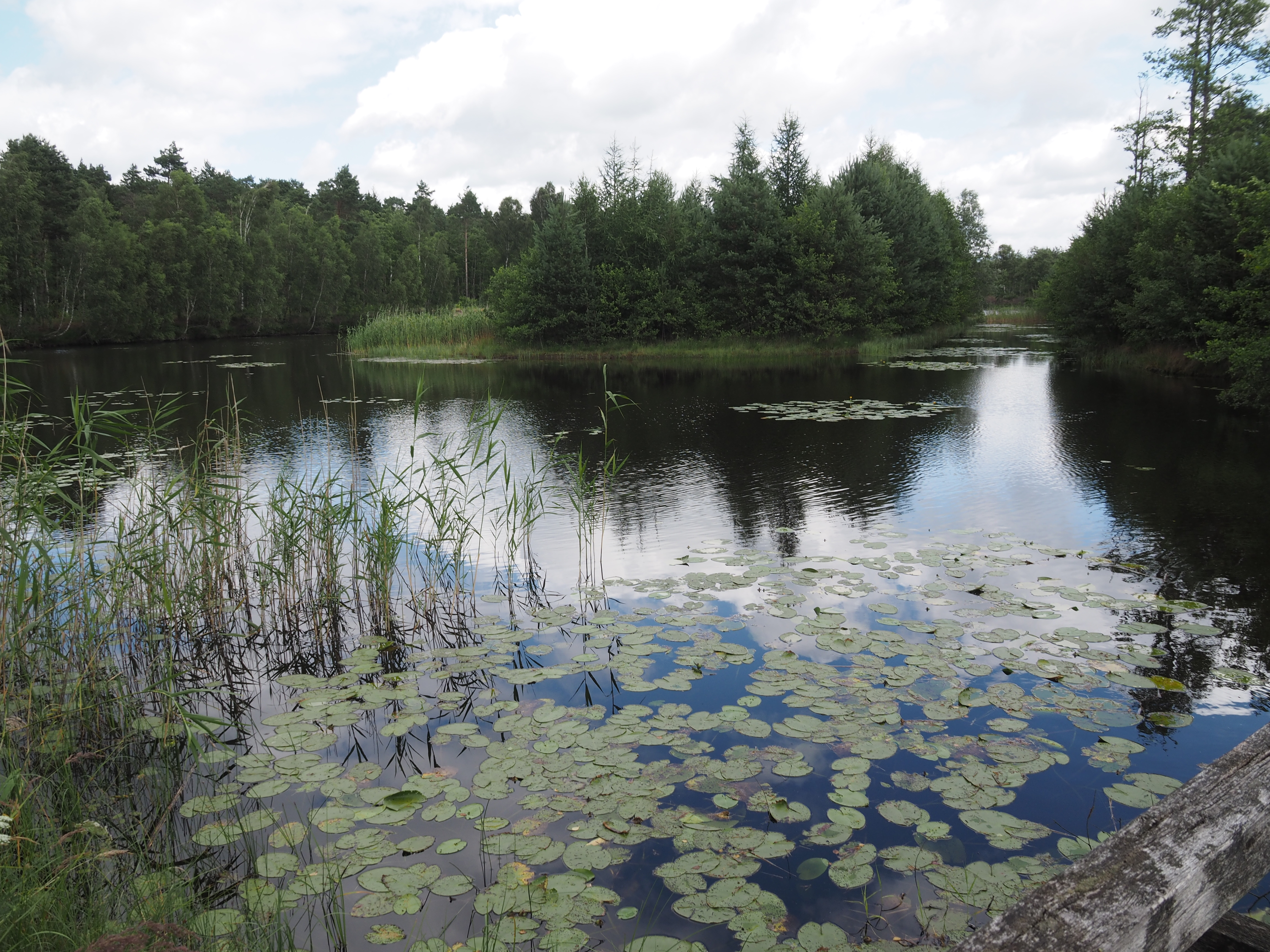
Munosee, Quellgebiet der Örtze
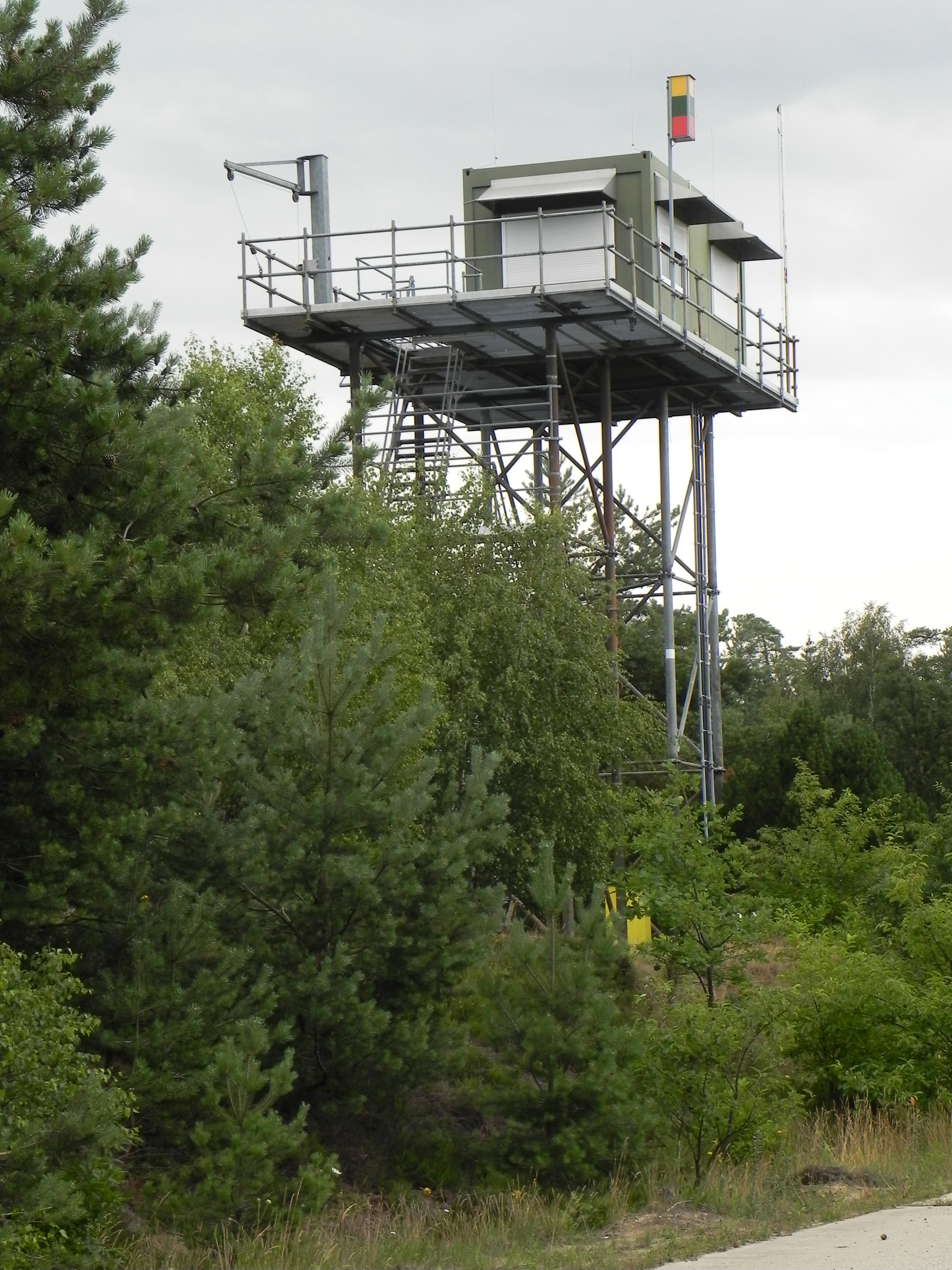
Kontrollturm Schießbahn 3
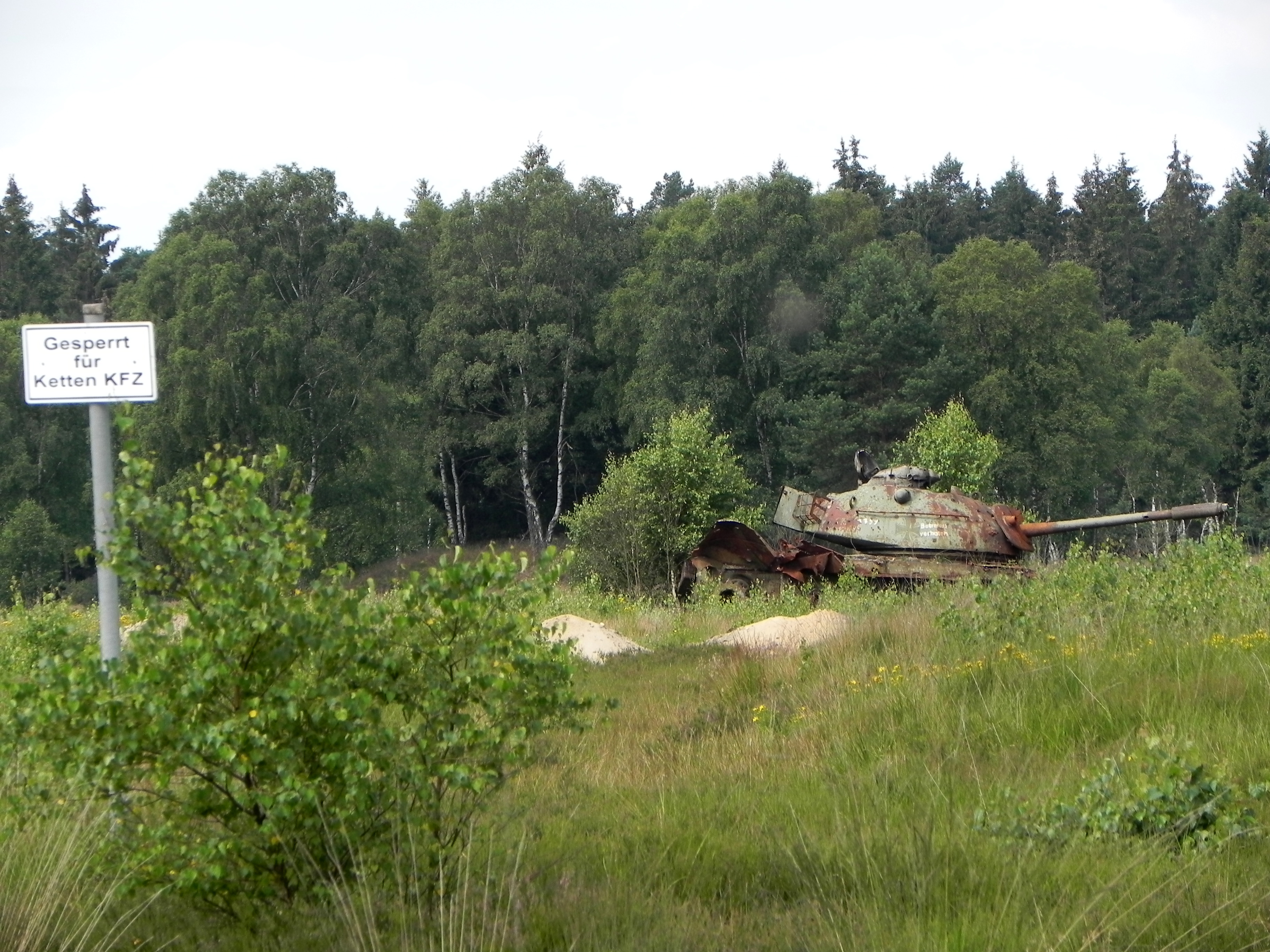
Hartziel nahe der Schießbahn 4
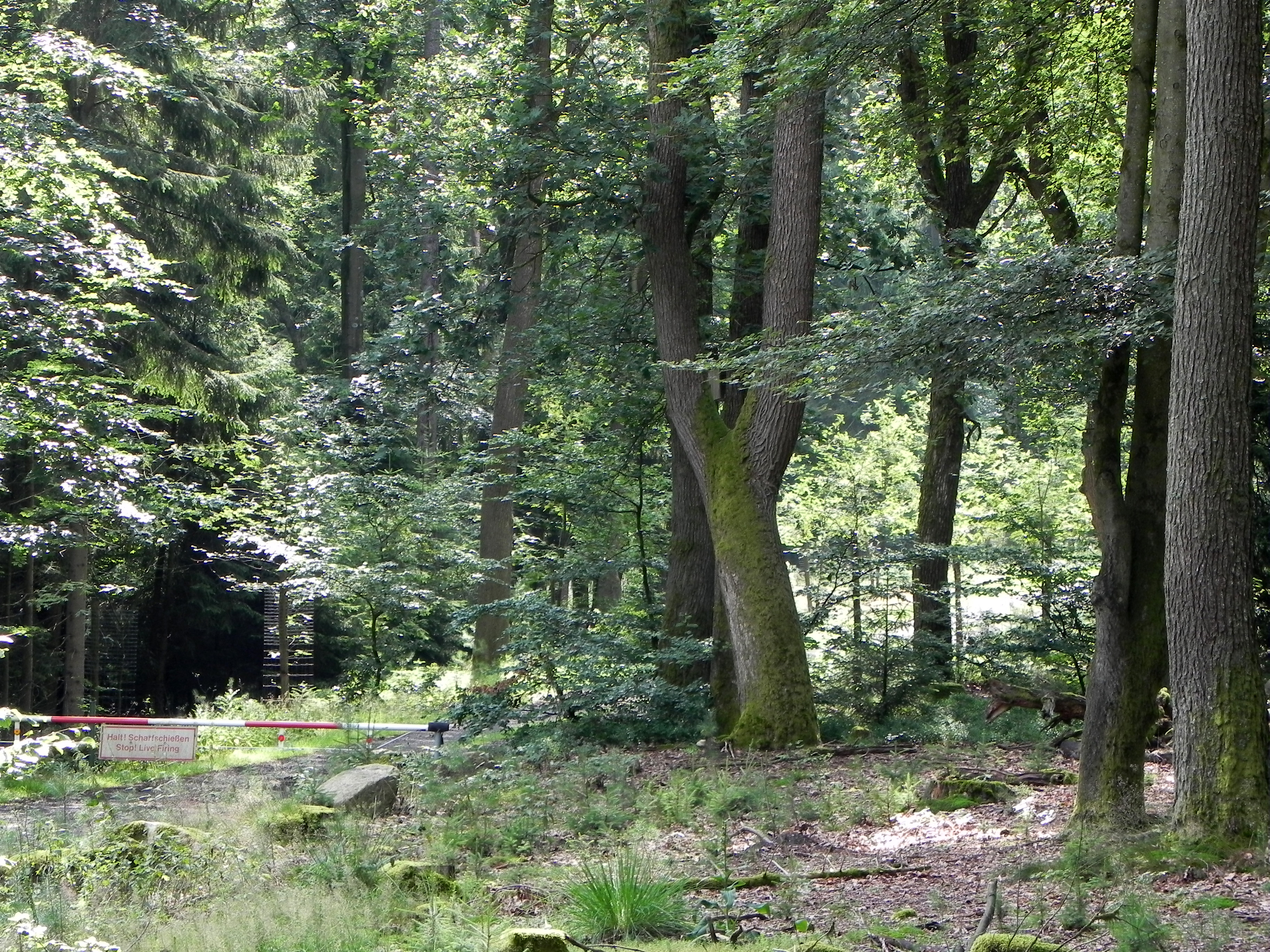
Eichen- und Buchenwald nahe Schießbahn 4
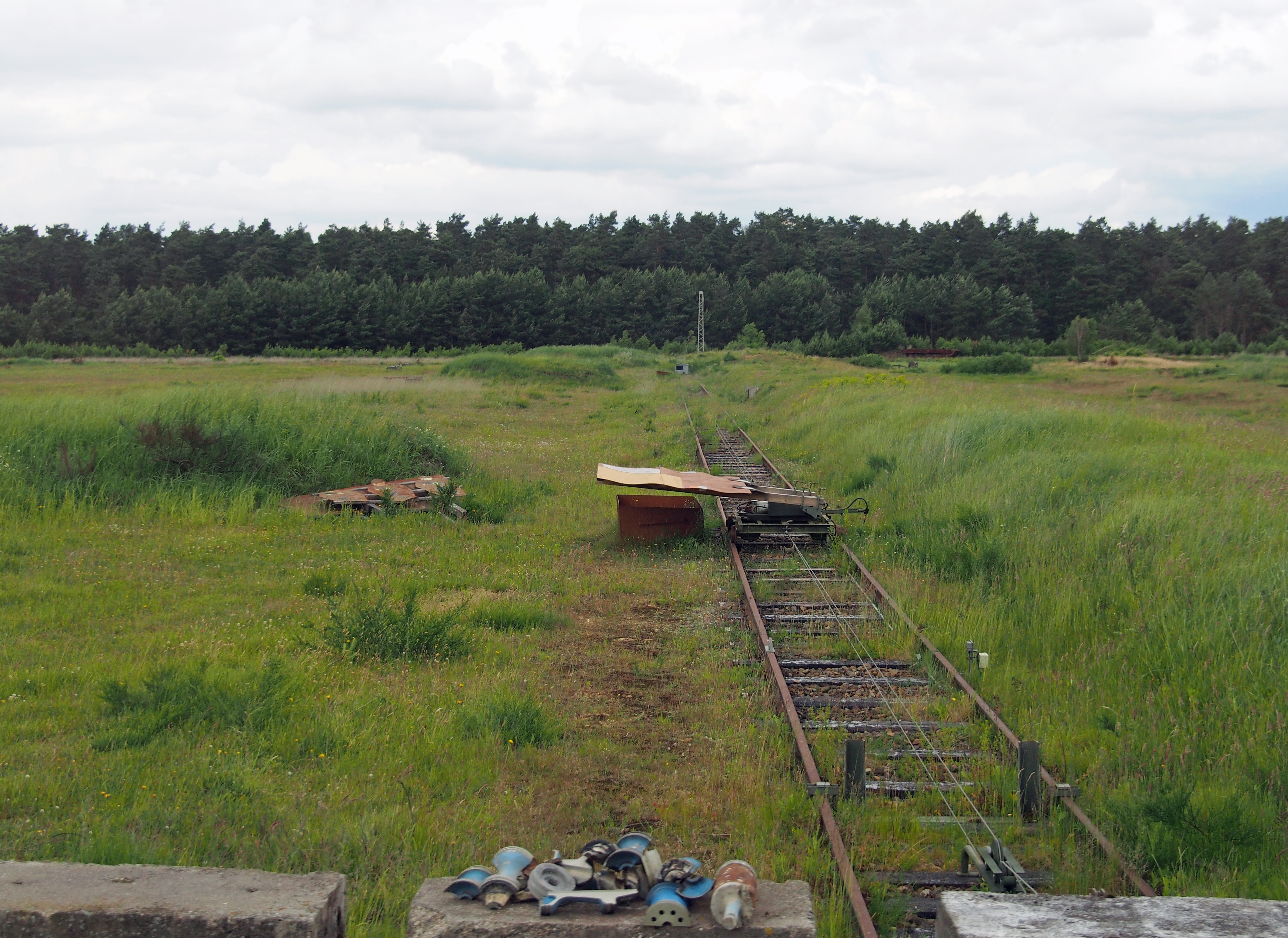
Panzer-Schießbahn 5, bewegliche Schießscheibe auf Schienen
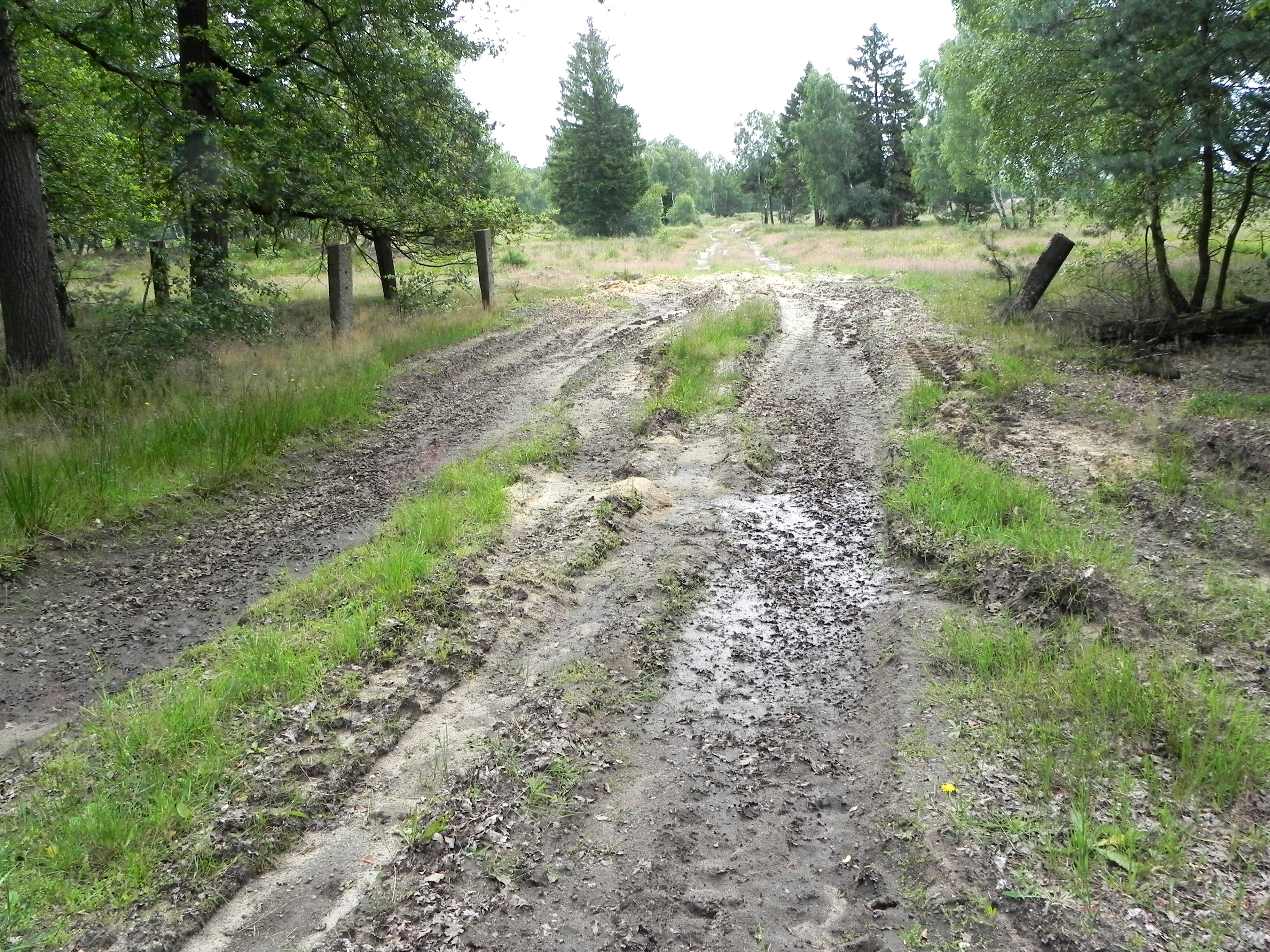
Weg zur Schießbahn 7

## Gasplatz Breloh

### Im Ersten Weltkrieg
1916 wurde im Norden von Munster zunächst vom Gaspionier-Regiment das so genannte Breloh-Lager errichtet. Im Januar 1917 erteilte das preußische Kriegsministerium den Befehl zum Aufbau einer Gasmunitionsanstalt. Auf einem rund 6.500 Hektar großen Gelände in dem Raubkammer-Forst (ein Teil des heutigen Truppenübungsplatzes Munster-Nord) entstand der „Gasplatz Breloh“ mit drei Werken für die Herstellung von chemischen Kampfstoffen und zur Fertigung von entsprechender Munition. Bereits im Juli desselben Jahres lief die Produktion an, bis zum Ende des Ersten Weltkriegs 1918 hatte man umfangreiche Anlagen errichtet und größtenteils in Betrieb genommen.

#### Werke des Gasplatzes Breloh
(im Ersten Weltkrieg)
| Werk           | Größe     | hergestellt wurde                                                                                                  |
| -------------- | --------- | --- |
| Klopperwerk I  | 560 m²    | Grünkreuz: Phosgen, Chlorpikrin (Klop) und Perstoff (Per)                                                          |
| Klopperwerk II | 560 m²    | Grünkreuz: Phosgen, Chlorpikrin (Klop) und Perstoff (Per)                                                          |
| Lostwerk I     | 2.400 m²  | Gelbkreuz: Schwefellost, Lewisit und Dick                                                                          |
| Lostwerk II    | 660 m²    | Gelbkreuz: Schwefellost, Lewisit und Dick                                                                          |
| Clarkwerk      | >2.500 m² | Blaukreuz: Clark I Clark II (Chlor-Arsen-Kampfstoffe) Das Werk wurde bis Kriegsende 1918 nicht mehr fertiggestellt |

Darüber hinaus existierten folgende Anlagen der Infrastruktur:
- Kraftwerk
- mehrere Barackenlager für insgesamt etwa 4.500 Personen
- rund 100 km Schienen der Werksbahn
- eine Schießbahn (bis zu 4.000 m) zu Versuchszwecken
- mehrere Versuchsgelände und -gebäude
- mehrere Beutemunitionslager
- außerdem war noch eine Versuchsanstalt im Gut Westerhorn geplant.

Mehr als 6.000 Menschen (75 Offiziere, 677 Unteroffiziere und 5.775 sonstiges Personal) produzierten in diesen Anlagen rund ein Viertel der gesamten Kampfstoffmunition für das deutsche Heer. Die Arbeitsbedingungen waren nach heutigen Maßstäben katastrophal. Fachgerechte Schutzkleidung existierte nicht. Man ging mit den gefährlichen Stoffen sorglos um. Neben der Produktion und Lagerung der eigenen Kampfmittel wurde hier auch Kampfstoffmunition befüllt. Daneben lagerte in Munster auch Beutemunition, so u. a. etwa 20.000 Chlorgasflaschen russischer Herkunft und Nebeltöpfe. Auf Schießbahnen und Erprobungsflächen wurden umfangreiche Versuche mit Kampfstoffen und Munition durchgeführt.

### Zwischen den Weltkriegen

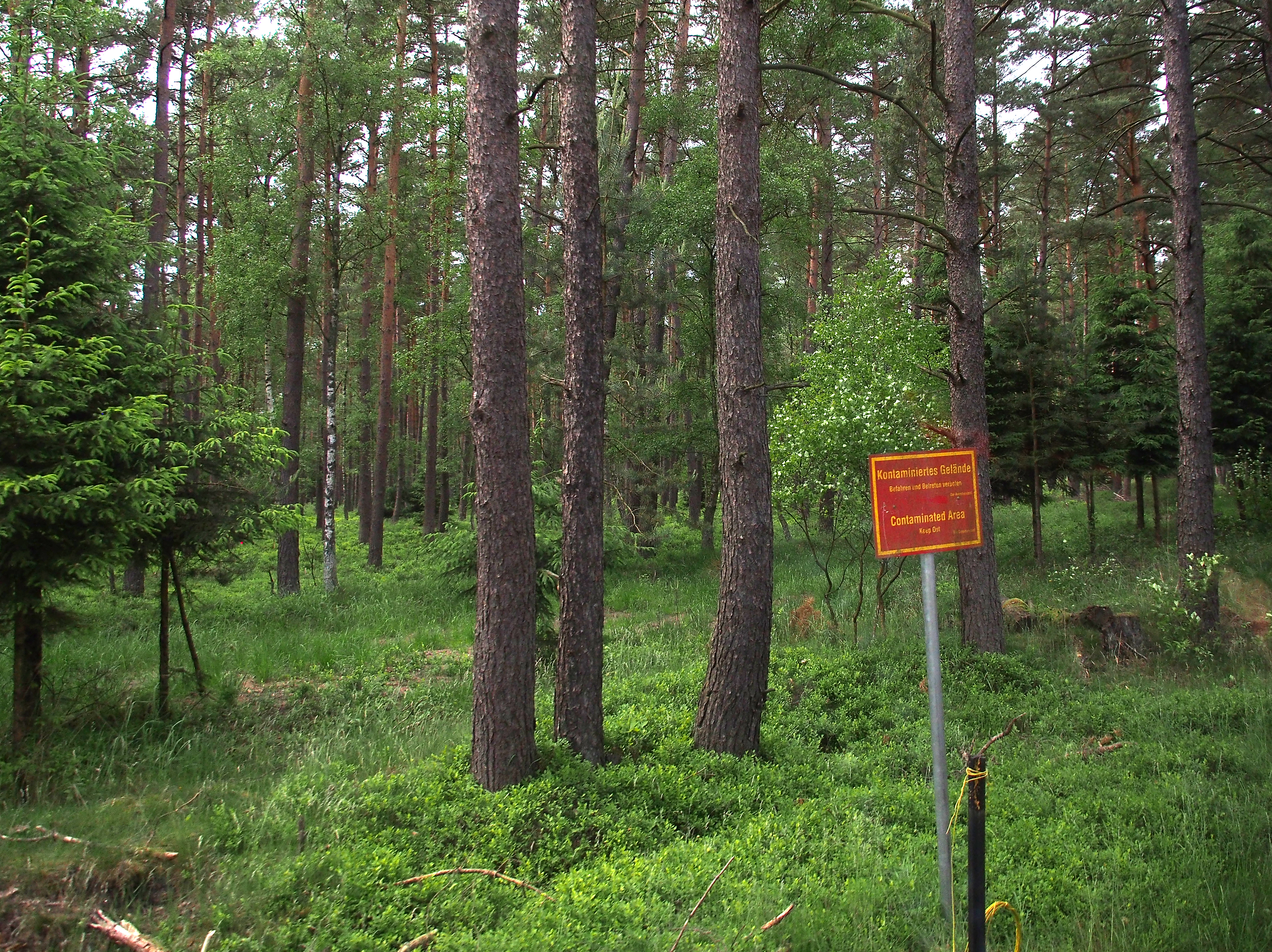
Kontaminierte Flächen in Munster Nord, die von der Gruppe Kampfmittelbeseitigung geräumt werden

Nach Kriegsende 1918 lagerten auf dem Gasplatz etwa 48.000 Tonnen Kampfstoff-Munition, mehrere tausend Tonnen kampfstoffgefüllte Beutemunition und 40 Kesselwagen unverfüllte Kampfstoffe. Diese Vorräte sollten in der Nord- und Ostsee versenkt werden.
Bei den Vorbereitungen kam es am 24. Oktober 1919 zu einem Unfall. Ein mit Kampfstoffen und Kampfstoffmunition beladener Zug explodierte. Bis auf das Clarkwerk und die Kraftwerksgebäude wurde fast die gesamte Anlage vernichtet, insgesamt 48 Gebäude der Grün- und Gelbkreuzwerke. 1000 Tonnen Kampfgas, etwa eine Million Gasgranaten, eine Million Zünder und Kartuschen, 230.000 Minen, 40 Kesselwagen mit Kampfgas explodierten. Die Kampfstoffgranaten wurden kilometerweit durch die Gegend geschleudert, Giftwolken bedrohten umliegende Ortschaften, die zum Teil evakuiert werden mussten. Viele Häuser im Umkreis wurden stark beschädigt. An die Bevölkerung wurden Gasmasken verteilt, und die Explosion konnte man noch im rund 30 km Luftlinie entfernten Uelzen wahrnehmen. Neben den direkten Explosionsopfern kam es in den Folgemonaten zu vielen weiteren Todesfällen.
Bis 1925 sollte das Gelände geräumt werden. Etwa 1.000 Arbeiter suchten im Umkreis von 3 km um das Explosionszentrum oberflächlich die Landschaft ab. Suchgeräte standen damals noch nicht zur Verfügung. Eine beträchtliche Menge von scharfer Kampfstoffmunition blieb zurück. 1921 übernahm die Hamburger Firma Stoltzenberg die Arbeiten, die bis dahin von den Firmen König und Evaporator AG durchgeführt worden waren. Stoltzenberg errichtete eine Kampfmittel-Verbrennungsanlage sowie eine Anlage zur Umwandlung von Chlorgas und Perstoff. Letztere explodierte bei der Inbetriebnahme im April 1922. Die Räumungsarbeiten wurden trotz allem im Jahr 1925 abgeschlossen und die verbliebenen Anlagen auf Befehl der Siegermächte gesprengt. In diesem Rahmen wurden im August 1925 auf Anordnung der interalliierten Militärkontrollkommission auf dem Gasplatz Breloh zwei noch vorhandene 30 bzw. 60 m hohe Schornsteine des Klopperwerks gesprengt.
Bei Arbeitern, die 1919 mit der Aufräumung von mit Lost kontaminierten Gebäudetrümmern zu tun hatten, traten als Spätfolge noch 1933/34 Erkrankungen auf.
1935 nahm die Wehrmacht Breloh als „Kampfstoffversuchs- und Geschützübungsplatz“ wieder in Betrieb. Geplant war eine Gesamt-Aufteilung auf 15 Prozent Kampfstoff- und 85 Prozent Brisanzmunition. Als Füllungen waren Senfgas (Lost) und Chloracetophenon vorgesehen. Die rund 6.500 Hektar des ehemaligen Gasplatzes waren bereits Anfang 1934 an das Reichswehrministerium gegangen und wurden durch Ankäufe und Enteignungen auf rund 10.200 Hektar erweitert. Das Gesamtobjekt, das zum Großteil in den Jahren 1935 bis 1938 errichtet wurde, erhielt den Namen Heeresversuchsstelle Munster-Nord, oft auch als Heeresversuchsstelle Raubkammer bezeichnet. Der Hauptzweck der Anlagen war die Erprobung chemischer Kampfstoffe, die Entwicklung erfolgte dagegen in Berlin (Heeresgasschutzlaboratorium Zitadelle Spandau). Das Waffenprüfamt 9 des Heereswaffenamtes und das Heeresgasschutzlabor zogen Anfang März 1945, aufgrund der Bombenangriffe, aus Berlin nach Munster um und arbeiteten hier bis zum Ende des Zweiten Weltkriegs weiter.

### Im Zweiten Weltkrieg
Es wurden umfangreiche Versuche mit den unterschiedlichsten Geschossen verschiedener Kaliber und mit Minen, Wurfkörpern, Bomben (bis zu 500 kg) und Sprühgeräten durchgeführt. Die Substanzen Arsinöl, Blausäure, Senfgas (Lost), Tabun, Sarin, Chlorcyan, Chloracetophenon, Adamsit, Aeroform, Excelsior (10-Chlor-9,10-dihydroacridarsin) (siehe Liste chemischer Kampfstoffe) und viele andere wurden hier erprobt.
In der so genannten „Nebelfüllstelle“ wurde Kampfstoffmunition gefüllt. Es existierte eine Tankanlage für rund 3.000 t Kampfstoff. In dieser Nebelfüllstelle gab es umfangreiche unterirdische Anlagen, die teilweise mit Gängen verbunden waren.
Während einer Sprüh-Vorführung der Luftwaffe kam es am 8. September 1944 zu einem Absturz einer Do 217E-3, bei dem alle Insassen ums Leben kamen.
Die Anlagen waren zum großen Teil als „einfache“ Bunkeranlage oder als Häuser im landestypischen Stil getarnt. Ein weitverzweigtes Schienennetz verband die einzelnen Geländeteile miteinander. Es bestand auch eine Verbindung zu der Reichsbahnstrecke Wilhelmshaven–Berlin („Kaiserbahn“).

### Nach dem Zweiten Weltkrieg
Nach der Besetzung des Platzes durch britische Truppen 1945 wurden in den folgenden Jahren fast alle chemischen Anlagen zerstört und umfangreiche Kampfstoffbestände vernichtet. Die verbliebenen gefährlichen Hinterlassenschaften gehören trotzdem noch heute zu den größten Rüstungs-Altlasten in der Bundesrepublik. Seit April 1956 wird intensiv an der Beseitigung der Altlasten gearbeitet. Heute ist damit in erster Linie die Gesellschaft zur Entsorgung von chemischen Kampfstoffen und Rüstungsaltlasten mbH (GEKA). befasst, die in dem Wehrwissenschaftlichen Institut für Schutztechnologien – ABC-Schutz angesiedelt ist. Seit 2019 wird nach Feststellung von Grundwasserkontamination der Dethlinger Teich geöffnet und in den Folgejahren geräumt.

## Munsterlager
1891 war Munster noch ein kleines Dorf in der Lüneburger Heide mit 470 Einwohnern. 1905 war es dann auf 1.225 Einwohner angewachsen. An der bestehenden Eisenbahnlinie von Bremen über Soltau und Munster nach Uelzen (Kaiserbahn Berlin-Wilhelmshaven) legte man etwa 1,5 Kilometer vom Ortszentrum Munsters entfernt ein Truppenlager an. Die erste Belegung des Lagers erfolgt im Juni 1893 durch das Oldenburgische Infanterie-Regiment Nr. 91 unter dem Kommando des damaligen Oberstleutnants und späteren Generalfeldmarschalls und Reichspräsidenten Paul von Hindenburg.
Um die Wende zum 20. Jahrhundert wurden dort u. a. Truppenteile für die Bekämpfung des Boxeraufstandes in China und Truppenteile für die deutschen Kolonien in Afrika aufgestellt. Im Ersten Weltkrieg wurde das Lager auch für rund 21.000 Kriegsgefangene benutzt. Bereits Anfang September 1914 waren die ersten 1.200 englischen Kriegsgefangenen aus Nordfrankreich hier untergebracht worden.

Belgische und französische Gefangene im Munsterlager
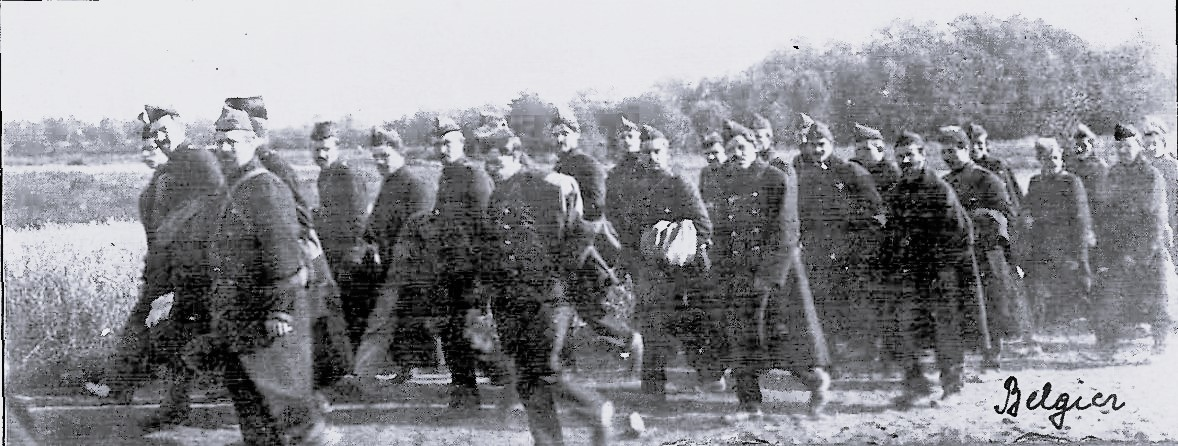
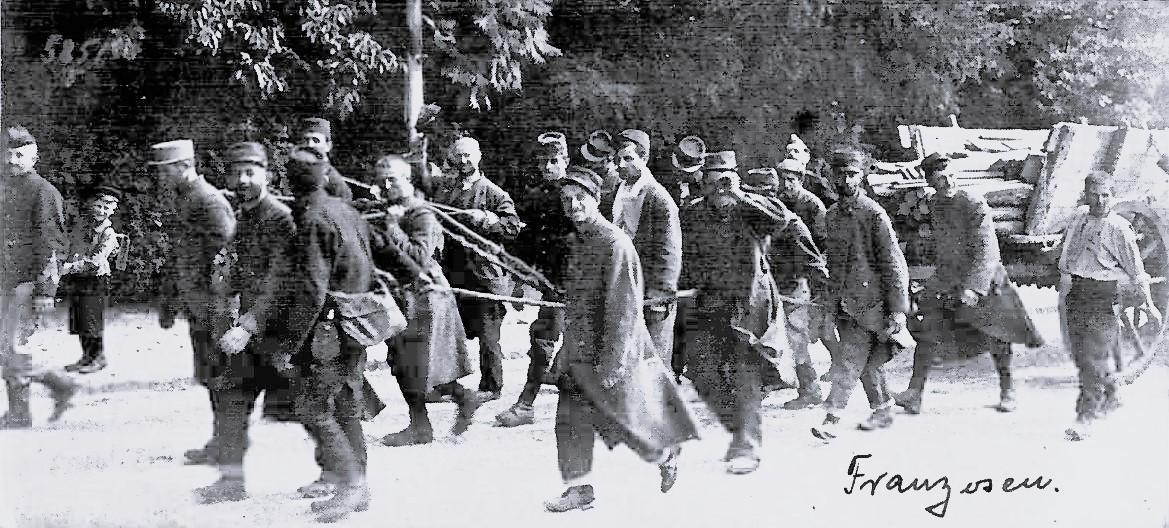
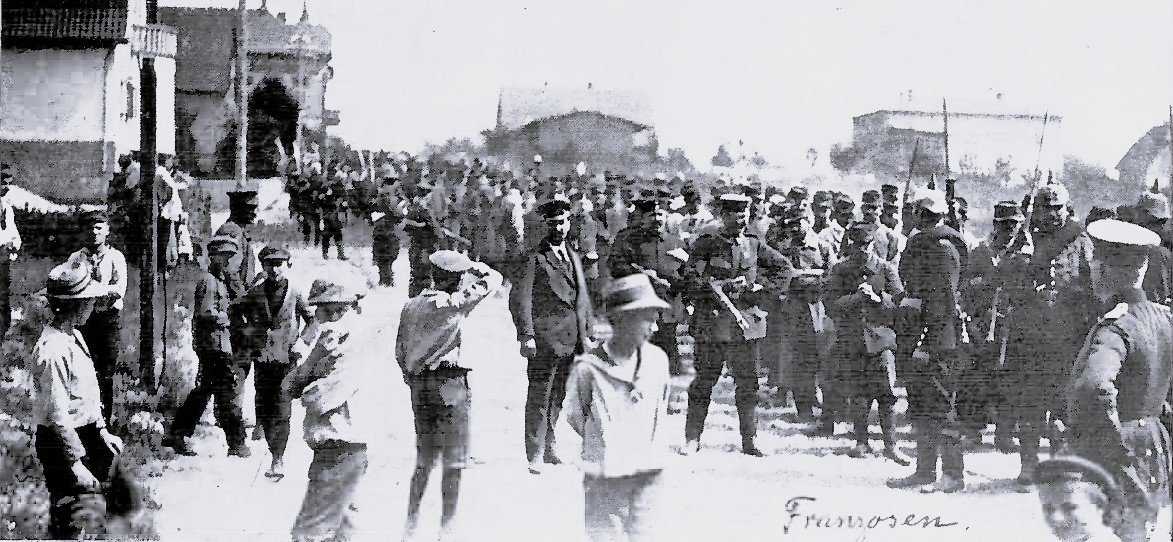

Nach der Besetzung des Platzes durch britische Truppen richtete die britische Besatzungsmacht 1945 in den ausgedehnten militärischen Liegenschaften der Wehrmacht das größte Entlassungslager für kriegsgefangene Soldaten der Wehrmacht ein. In Munster und Breloh sollen etwa 1,7 Millionen Kriegsgefangene aufgenommen und in ihre Heimat abgefertigt worden sein. Im Lager Hornheide entstand das Flüchtlingslager Breloh. Die verschiedenen Barackenlager, von den Briten mit den Buchstaben des Alphabets benannt (Beispiel M-Lager), wurden teilweise erst in den sechziger Jahren abgebrochen, nachdem Munster nicht mehr „Munster-Lager“ sein wollte.
Munster wurde 1956 Standort für bedeutende militärische Einrichtungen der 1955 neu geschaffenen Bundeswehr. Fast zeitgleich wurden die Truppenübungsplatzkommandantur, die Standortverwaltung, die Panzertruppenschule, die Panzerlehrbrigade 9 mit der Panzergrenadierschule, dem Panzerlehrbataillon und dem Panzergrenadierlehrbataillon, die Erprobungsstelle 53 (heute Wehrwissenschaftliches Institut für Schutztechnologien – ABC-Schutz) und andere Einheiten und Dienststellen aufgebaut. Damit entwickelte sich Munster zur größten Garnison der Bundeswehr im vereinigten Deutschland.
Die britischen Stationierungsstreitkräfte, die seit Kriegsende in Munster eine Garnison unterhielten, gaben diese 1993 endgültig auf und verließen Munster. Nach dem Abzug der Briten aus Munster wurden die entstandenen Freiflächen mit Wohnhäusern und Gewerbegebäuden bebaut. Die vorhandenen ehemaligen Kasernen wurden restauriert und teilweise umgebaut. Sie dienen heute größtenteils als Gewerbefläche. Im ehemaligen Kommandanturgebäude befinden sich jetzt die Stadtwerke Munster, das Offizierkasino wurde zum Hotel umgestaltet.

## Öffentlichkeit
Einmal im Jahr, in der Regel in der schießfreien Zeit im Juli, werden Teile des Platzes für ein „Volksradfahren“ freigegeben. Für Fahrradfahrer und Inliner werden verschiedene ausgeschilderte Wegstrecken, die zwischen etwa 20 bis 110 km variieren, freigegeben. Die festgelegten Wege führen getrennt über Munster-Nord oder über Munster-Süd. In den ehemaligen Dörfern Lopau und Sültingen werden Verpflegungspunkte und Toiletten angelegt.
Außerhalb der Sperrzeiten, an den schießfreien Wochenenden, ist auf Munster-Nord ziviler Besucherverkehr auf einzelnen genau benannten Straßen erlaubt. Kfz-Verkehr ist zum Teil nicht erlaubt. Auf Munster-Süd ist in dieser Zeit ziviler Durchgangsverkehr auf verschiedenen genau bezeichneten Straßen erlaubt. Auch hier ist Kfz-Verkehr zum Teil nicht gestattet.
Ob die Wege freigegeben sind, ist daran zu erkennen, dass die Schranken aufgestellt sind.
Zwei- bis dreimal im Jahr wird eine geführte Bustour über den Truppenübungsplatz angeboten. 

## Ehemalige Kommandanten des Übungsplatzes
- Oberst/Generalmajor Eugen von Schkopp, vom 25. März 1893 bis 18. März 1899
- Generalmajor Hans von Dewall, um 1921[14]
- Oberstleutnant/Oberst Erich von Falkenstein, vom 1. Februar 1928 bis 31. März 1930
- Oberst/Generalmajor Franz Becker, vom 1. Juli 1942 bis 30. Mai 1944